# Baeotis critheis
Baeotis critheis är en fjärilsart som beskrevs av Doubleday 1847. Baeotis critheis ingår i släktet Baeotis och familjen Riodinidae. Inga underarter finns listade i Catalogue of Life.